# تشاد بلونت
تشاد بلونت (بالإنجليزية: Chad Blount)‏ هو سائق سباق أمريكي، ولد في 4 سبتمبر 1979 في والكرتون في الولايات المتحدة.